# Shiun Maru
El desastre del Shiun Maru (紫雲丸事故, Shiun Maru jiko ) fue una colisión de barcos en Japón el 11 de mayo de 1955, durante una excursión escolar, en la que murieron 168 personas.

## Hundimiento

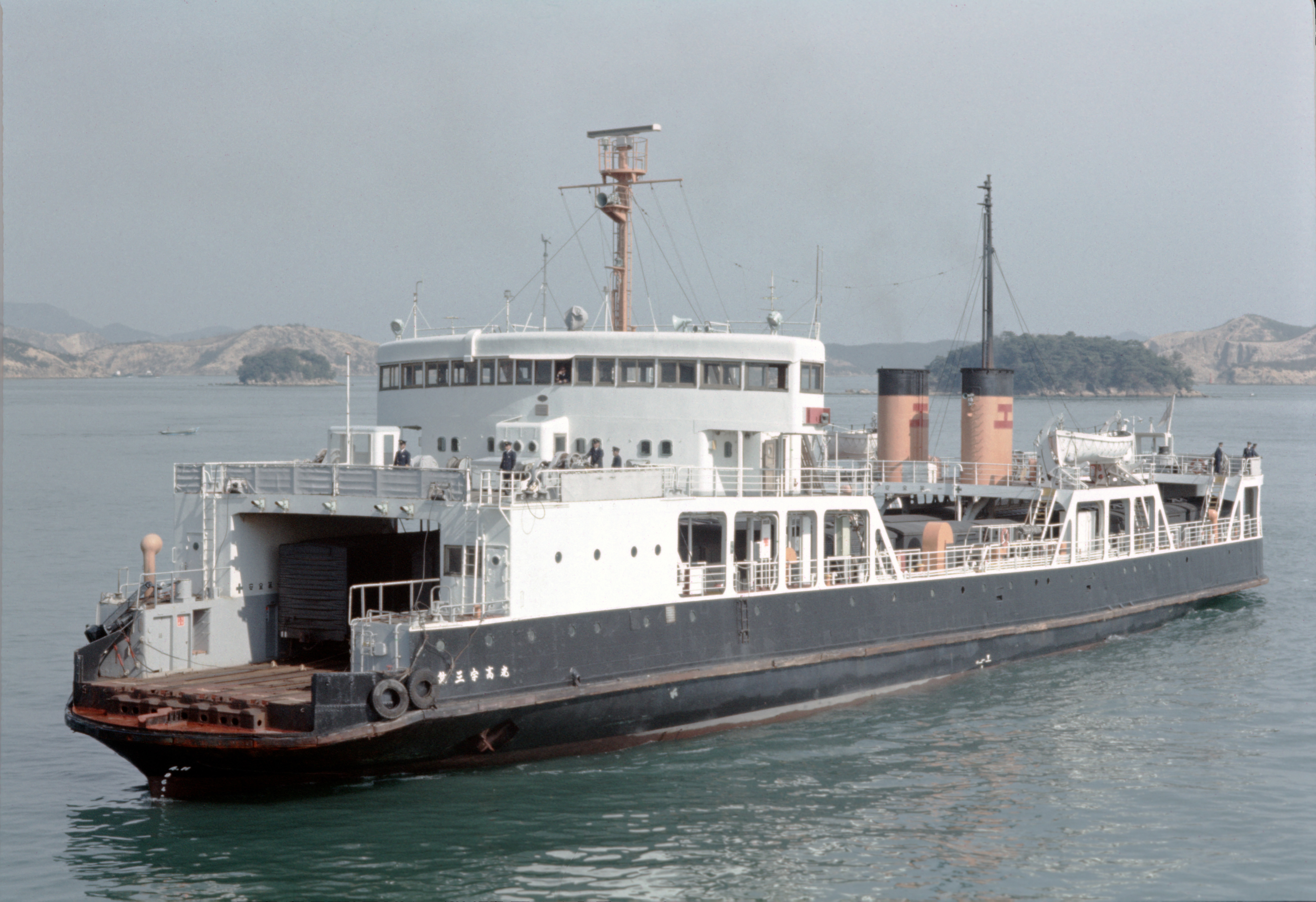
El Ukō Maru.

El transbordador Shiun Maru se hundió en el mar interior de Seto tras colisionar con otro ferry de los Ferrocarriles Nacionales Japoneses (JNR), el Ukō Maru (第三宇高丸) , en medio de una espesa niebla. La falta de radar a bordo contribuyó al accidente. Entre las víctimas había 100 estudiantes de escuelas primarias y secundarias de las prefecturas de Shimane, Hiroshima, Ehime y Kochi que se encontraban en excursiones escolares. El hundimiento del Shiun Maru motivó al gobierno japonés a planificar el proyecto del Gran puente de Seto, el sistema de puentes de dos niveles más largo del mundo.
El accidente de 1955 fue el quinto de este tipo que sufría el barco y el segundo con víctimas mortales.